# Norra Vi landskommun
Norra Vi landskommun var en tidigare kommun i Östergötlands län.

## Administrativ historik
När 1862 års kommunalförordningar trädde i kraft inrättades i Sverige cirka 2 500 kommuner. Huvuddelen av dessa var landskommuner (baserade på den äldre sockenindelningen), vartill kom 89 städer och åtta köpingar. Då inrättades i Norra Vi socken i Ydre härad i Östergötland denna kommun. 
Vid kommunreformen 1952 uppgick denna  i Ydre landskommun som 1971 ombildades till Ydre kommun.

## Politik

### Mandatfördelning i Norra Vi landskommun 1938-1946
| 7 | 8 |

| 15 |

| 15 |

| 15 |

| 6 | 9 |

| 15 |